# 650-та піхотна дивізія (Третій Рейх)
650-та (російська) піхотна дивізія (Третій Рейх) (нім. 650. (Russische) Infanterie-Division), також 2-га піхотна дивізія Російської визвольної армії (рос. 2-я пехотная дивизия РОА) — піхотна дивізія Вермахту зі складу військ Комітету визволення народів Росії, що входила до німецьких сухопутних військ на завершальному етапі Другої світової війни. Фактично участі в бойових діях не брала.

## Історія
650-та (російська) піхотна дивізія розпочала формування 17 січня 1945 року на навчальному центрі Хойберг (нім. Truppenübungsplatz Heuberg) в V-му військовому окрузі. Формування здійснювалося шляхом об'єднання 427-го, 600-го, 642-го, 667-го «східних» батальйонів та 111-го батальйону «Ост» 714-го російського гренадерського полку, 621-го артилерійського дивізіону та низки інших підрозділів Російської визвольної армії. 19 квітня, не завершивши формування, 2-га дивізія залишила полігон Хойберг у Вюттемберзі, і за чисельності 13 000 осіб вона була відправлена на Східний фронт.
На відміну від 1-ї дивізії, яка формувалася навколо ядра російських ветеранів Вермахту та Ваффен-СС, 2-га дивізія РОА комплектувалася в основному за рахунок нещодавно перебіглих та військовополонених солдатів Червоної армії, і ніколи не брала участі в реальних бойових діях.

## Райони бойових дій
- Німеччина (січень — травень 1945)

## Командування

### Командири
- генерал-майор Звєрєв Г. О. (17 січня — 10 травня 1945).

### Склад
| 1945                                  |
| ------------------------------------- |
| 1651-й гренадерський полк             |
| 1652-й гренадерський полк             |
| 1653-й гренадерський полк             |
| 1650-й артилерійський полк            |
| 1650-й протитанковий дивізіон         |
| 1650-й інженерний батальйон           |
| 1650-й батальйон зв'язку              |
| 1650-й запасний батальйон             |
| 1650-те управління постачання дивізії |